# Alcoutim
Alcoutim (portugisiskt uttal: [alkowˈtĩ]
 ( lyssna)) är en liten småstad (portugisiska: vila) och kommun i sydöstra Portugal, ca 5 mil norr om atlantkusten och cirka 400 meter från spanska gränsen. Alcoutim ligger intill floden Guadiana som bildar gräns mellan Portugal och Spanien. 

## Freguesias
Alcoutim är indelad i fyra freguesias:
- Alcoutim e Pereiro
- Giões
- Martim Longo
- Vaqueiros